# 奥塞哈德萨汉夫雷
奥塞哈德萨汉夫雷，是西班牙卡斯蒂利亚-莱昂莱昂省的一个市镇。 总面积73平方公里，总人口317人（001年），人口密度4人/平方公里。